# Philipp U. Heitz
Philipp Ulrich Heitz (* 10. April 1939 in St. Gallen) ist ein Schweizer Pathologe.
Heitz studierte ab 1965 Medizin an der Universität Genf mit Zusatzausbildungen in Freiburg (Neuropathologie), Basel (Pathologie) sowie an der Royal Postgraduate Medical School und dem Hammersmith Hospital in London. 1974 habilitierte er in Basel und wurde 1981 ausserordentlicher und 1982 ordentlicher Professor für Pathologie an der Universität Basel, wo er auch das Institut für Pathologie leitete. 1987 wurde er ordentlicher Professor für Pathologie und Vorstand des Departements Pathologie an der Universität Zürich. 2004 wurde er emeritiert.
Heitz befasste sich mit der Pathologie endokriner Erkrankungen, insbesondere neuroendokrinen Tumoren von Bauchspeicheldrüse, Magen-Darm-Trakt, Lunge und Schilddrüse und Multipler Endokriner Neoplasie (MEN 1 und MEN 2). In Zusammenarbeit mit anderen Forschungsgruppen gelang es ihm eine Klassifikation der Tumoren zu erarbeiten und Beurteilungskriterien für deren Verhalten und Genetik.
1995 erhielt er die Schleiden-Medaille, 2014 die Verdienstmedaille der Leopoldina und 2009 die Rudolf-Virchow-Medaille der Deutschen Gesellschaft für Pathologie. Er wurde 1989 Mitglied der Leopoldina und ist korrespondierendes Mitglied der Österreichischen Akademie der Wissenschaften. Er ist Ehrenmitglied der Schweizerischen Akademie der Medizinischen Wissenschaften und der Schweizerischen und Europäischen Gesellschaft für Pathologie. 1983/84 war er Präsident der Schweizerischen Gesellschaft für Pathologie, 1996/97 Vorsitzender der Deutschen Gesellschaft für Pathologie und 1994/95 Präsident der Endocrine Pathology Society.